# Giovanni Battista Cavalcaselle
Giovanni Battista Cavalcaselle (Legnago, 22 gennaio 1819 – Roma, 31 ottobre 1897) è stato uno scrittore, storico dell'arte e critico d'arte italiano. 

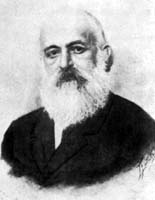
Giovanni Battista Cavalcaselle

Per i suoi studi e le sue capacità attributive è considerato il fondatore della moderna critica dell'arte. Rilevante fu anche il suo apporto alle tecniche di restauro per le quali, nonostante molte difficoltà concettuali, contribuì proponendo nuovi e più aggiornati criteri.

## Biografia
Cavalcaselle studiò all'Accademia di Belle Arti di Venezia. Partecipò alla Rivoluzione del 1848 e, condannato a morte in contumacia per questo dagli Austriaci, fuggì dal Lombardo-Veneto a Roma dove combatté per la libertà dell'Urbe, sotto la guida di Giuseppe Mazzini.
Quando crollò la Repubblica Romana fuggì dall'Italia e si rifugiò in Inghilterra, dove visse alcuni anni impiegandosi come disegnatore e restauratore, per poi riuscire a dedicarsi alla teoria e pratica della pittura italiana. Nel 1853, per la sua conoscenza di prima mano degli antichi maestri italiani, Charles Lock Eastlake lo insediò nel Select Committee della giovane National Gallery di Londra, allora nel pieno della campagna acquisti in tutta Europa.
Nel 1847 a Monaco conobbe Joseph Archer Crowe e con lui pubblicò Early Flemish Painters (1856), seguito da New History of Painting in Italy del 1864, opere fondamentali per la nascente critica d'arte moderna.
Durante il lavoro per l'opera Early Flemish Painters, cominciò ad avere dubbi sul dipinto San Girolamo nello studio, e lo attribuì ad Antonello da Messina.
Con la nuova situazione politica,  dal 1857 al 1861 Cavalcaselle poté tornare in Italia, dove venne incaricato da Eastlake, dall'editore John Murray III di Londra e da Austin Henry Layard di svolgere ricerche sul campo per un'edizione critica delle Vite di Giorgio Vasari, ma data la difficoltà nel gestire l'immensa mole di materiali raccolti il progetto del commento vasariano si rivelò inattuabile. Nel 1861, assieme al patriota Giovanni Morelli, ricevette dal Ministero della Pubblica istruzione l'incarico di redigere un catalogo delle opere d'arte di proprietà ecclesiastica nell'Umbria e nelle Marche, allo scopo di conoscere la situazione del patrimonio artistico della neonata nazione e per intervenire contro l'alienazione dei beni. Il suo lavoro valse un grosso inventario delle opere d'arte presenti nelle Marche e in Umbria, tanto da divenire unanimemente riconosciuto il maggiore esperto sulla Storia dell'Arte dell'antico Ducato d'Urbino e dello Stato Pontificio. Adolfo Venturi, che conobbe Cavalcaselle poco prima che morisse, vide in lui un continuatore del Vasari, e della sua opera lodò la trattazione dell'intera pittura italiana come non si vedeva da secoli.
Nel 1867 si insediò a Firenze, dove fu nominato ispettore generale del Museo nazionale del Bargello, ma la collaborazione "burrascosa" con i vari artisti responsabili della conduzione della Galleria, che non capivano nulla di pittura antica, impedì quasi ogni attività. Si trasferì allora a Roma e lì divenne, dal 1875 fino al 1893, ispettore centrale presso la nuova Direzione Centrale degli Scavi e dei Musei del Regno (nel 1881 denominata Direzione Generale per le Antichità e Belle Arti). In questa veste fu incaricato di girare in lungo e in largo per la nuova nazione appena unificata per fornire consigli sull'organizzazione dei nuovi musei, sulle acquisizioni di opere d'arte e sui restauri più urgenti, a cui in alcuni casi sovrintese personalmente. Per la sua opera, ricevette l'encomio solenne del Re.
Non riuscì, però, a intervenire in modo definitivo sull'apparato amministrativo e per questo, dopo un po' di tempo, si dimise.

## Opere principali
- Early Flemish Painters, in collaborazione con Joseph Archer Crowe, Londra, 1856
  - (EN) Joseph Archer Crowe e Giovanni Battista Cavalcaselle, Lives of the Early Flemish Painters: With Notices of Their Works, 3ª ed., John Murray, 1879,  p. I.
  - Storia dell'antica pittura fiamminga, edizione pubblicata da Imbro Tkalac Ignjatijević con biografia de Cavalcaselle da A. Pognisi, trad. Luigi Cinotti dall'edizione tedesca, Le Monnier, 1899.
- New History of painting in Italy from the 2nd Century to the 16th Century, in collaborazione con Joseph Archer Crowe, Londra, 1864
  - (EN) Joseph Archer Crowe, A new history of painting in Italy from the second to the sixteenth century, by J.A. Crowe and G.B. Cavalcaselle, vol. 2, John Murray, 1864,  p. 17.
- Sul più autentico ritratto di Dante, Firenze, 1865.
- Catalogo degli oggetti d'arte delle Marche e dell'Umbria, in collaborazione con Giovanni Morelli, in Le Gallerie nazionali italiane, II vol. (1866), pp. 191–349.
- History of painting in north Italy, in collaborazione con Joseph Archer Crowe, Londra, 1871.
  -  Giovanni Battista Cavalcaselle e Joseph Archer Crowe, Storia della Pittura in Italia dal secolo II al secolo XVI., vol. 1, Firenze, Luce le Monnier, 1875,  p. 7.
- Giovanni Battista Cavalcaselle, Sulla conservazione dei monumenti ed oggetti di belle arti e sulla riforma dell'insegnamento accademico, Roma, Tip. Subalpina di Zoppis e Marino, 1863.
- Life of Titian, in collaborazione con Joseph Archer Crowe, Londra, 1877.
  - (EN) Joseph Archer Crowe e Giovanni Battista Cavalcaselle, The Life and Times of Titian: With Some Account of His Family, vol. 1, 2ª ed., Londra, John Murray, 1881,  p. 11.
  - Tiziano, la sua vita e i suoi tempi: Con alcune notizie della sua famiglia, opera fondata principalmente su documenti inediti, 2 vol., Succ. Le Monnier, 1877
- Raffaello, la sua vita e le sue opere, in collaborazione con Joseph Archer Crowe, Lipsia, 1883 - 1885.
  - (EN) Joseph Archer Crowe e Giovanni Battista Cavalcaselle, Raphael: his life and works: With particular reference to recently discovered records, and an exhaustive study of extant drawings and pictures, J. Murray, 1885,  p. PR3., vol. 2, Londra, John Murray, 1885.